# Bill Byrge
William "Bill" Byrge (født 16. juli 1932, død 9. januar 2025) var en amerikansk komiker og skuespiller.